# Septième circonscription de la Seine-Maritime
La septième circonscription de la Seine-Maritime est l'une des dix circonscriptions législatives françaises que compte le département de la Seine-Maritime (76) situé en Normandie.

## Description géographique et démographique

### De 1958 à 1986
La septième circonscription de la Seine-Maritime est délimitée par le Journal Officiel de la République du 13-14 octobre 1958.
Elle comprend :
- canton du Havre-III
- canton du Havre-IV
- Les communes de Gainneville et Gonfreville-l'Orcher.

### Depuis 1988
La septième circonscription de la Seine-Maritime est délimitée par le découpage électoral de la loi n°86-1197 du 24 novembre 1986
, elle regroupe les divisions administratives suivantes  : 
- Canton du Havre-I
- Canton du Havre-II
- Canton du Havre-V
- Canton du Havre-VI
- Canton du Havre-VII.

D'après le recensement général de la population en 1999, réalisé par l'Institut national de la statistique et des études économiques (INSEE), la population de cette circonscription est estimée à 83 804 habitants,.
À la suite du redécoupage des circonscriptions législatives françaises de 2010 qui entre en application avec les élections législatives françaises de 2012, la septième circonscription regroupe désormais les cantons suivants : 
- Canton du Havre-I
- Canton du Havre-V
- Canton du Havre-VI
- Canton du Havre-VII
- Canton de Montivilliers.

## Historique des députations

### De 1958 à 1986
| Législature | Début de mandat | Fin de mandat  | Député        | Parti politique | Observations |
| ----------- | --------------- | -------------- | ------------- | --------------- | --- |
| Ire         | 9 décembre 1958 | 9 octobre 1962 | René Cance    | PCF             | Maire du Havre de 1956 à 1959 Mandat écourté à la suite d'une dissolution parlementaire décidée par Charles de Gaulle.                                      |
| IIe         | 6 décembre 1962 | 2 avril 1967   | René Cance    | PCF             | Maire du Havre de 1965 à 1971 |
| IIIe        | 3 avril 1967    | 30 mai 1968    | André Duroméa | PCF             | Conseiller général du Havre-3 et Premier adjoint au Maire du Havre Mandat écourté à la suite d'une dissolution parlementaire décidée par Charles de Gaulle. |
| IVe         | 11 juillet 1968 | 1er avril 1973 | André Duroméa | PCF             | Conseiller général du Havre-3 et Premier adjoint au Maire du Havre puis Maire en 1971                                                                       |
| Ve          | 2 avril 1973    | 2 avril 1978   | André Duroméa | PCF             | Conseiller général du Havre-3 jusqu'en 1976 et Maire du Havre                                                                                               |
| VIe         | 3 avril 1978    | 22 mai 1981    | André Duroméa | PCF             | Maire du Havre Mandat écourté à la suite d'une dissolution parlementaire décidée par François Mitterrand.                                                   |
| VIIe        | 2 juillet 1981  | 1er avril 1986 | André Duroméa | PCF             | Maire du Havre |

### Depuis 1988
| Législature | Début de mandat | Fin de mandat  | Député               | Parti politique       | Observations                                                                          |
| ----------- | --------------- | -------------- | -------------------- | --------------------- | ------------------------------------------------------------------------------------- |
| IXe         | 23 juin 1988    | 1er avril 1993 | Antoine Rufenacht    | RPR                   |                                                                                       |
| Xe          | 2 avril 1993    | 21 avril 1997  | Antoine Rufenacht,   | RPR,                  | Mandat écourté à la suite d'une dissolution parlementaire décidée par Jacques Chirac. |
| XIe         | 12 juin 1997    | 18 juin 2002   | Jean-Yves Besselat   | RPR                   |                                                                                       |
| XIIe        | 19 juin 2002    | 19 juin 2007   | Jean-Yves Besselat,  | UMP,                  |                                                                                       |
| XIIIe       | 20 juin 2007    | 23 mars 2012   | Jean-Yves Besselat   | UMP                   | Décès de Jean-Yves Besselat le 23 mars 2012                                           |
| XIIIe       | 23 mars 2012    | 19 juin 2012   | Édouard Philippe     | UMP                   | Décès de Jean-Yves Besselat le 23 mars 2012                                           |
| XIVe        | 20 juin 2012    | 17 juin 2017   | Édouard Philippe     | UMP LR (2015)         | Fin de mandat d'Édouard Philippe, Premier ministre, le 17 juin 2017.                  |
| XIVe        | 17 juin 2017    | 20 juin 2017   | Jean-Louis Rousselin | LR                    | Fin de mandat d'Édouard Philippe, Premier ministre, le 17 juin 2017.                  |
| XVe         | 21 juin 2017    | 21 juin 2022   | Agnès Firmin-Le Bodo | LR (2017) Agir (2017) |                                                                                       |

## Historique des élections

### Élection de 1958
| Candidat                    | Candidat           | Parti                     | Premier tour | Premier tour | Second tour | Second tour |  |
| Candidat                    | Candidat           | Parti                     | Voix         | %            | Voix        | %           |  |
| --------------------------- | ------------------ | ------------------------- | ------------ | ------------ | ----------- | ----------- |  |
|                             | René Cance élu     | PCF                       | 19 149       | 44,42        | 21 053      | 47,58       |  |
|                             | Bernard Dairaine   | UNR                       | 11 331       | 26,28        | 19 519      | 44,11       |  |
|                             | Didier Rémon       | MRP                       | 4 254        | 9,87         | Retrait     | Retrait     |  |
|                             | Lucien Osmont      | SFIO                      | 4 096        | 9,50         | 3 675       | 8,31        |  |
|                             | Raymond Réjaud     | Divers droite (Gaulliste) | 2 377        | 5,51         | Retrait     | Retrait     |  |
|                             | Jean-Claude Bouyer | UFD                       | 1 904        | 4,42         |             |             |  |
|                             |                    |                           |              |              |             |             |  |
| Inscrits                    | Inscrits           | Inscrits                  | 57 605       | 100,00       | 57 603      | 100,00      |  |
| Abstentions                 | Abstentions        | Abstentions               | 13 168       | 22,86        | 12 438      | 21,59       |  |
| Votants                     | Votants            | Votants                   | 44 437       | 77,14        | 45 165      | 78,41       |  |
| Blancs et nuls              | Blancs et nuls     | Blancs et nuls            | 1 326        | 2,98         | 918         | 2,03        |  |
| Exprimés                    | Exprimés           | Exprimés                  | 43 111       | 97,02        | 44 247      | 97,97       |  |
| Source : Gallica et CEVIPOF |                    |                           |              |              |             |             |  |

Le suppléant de René Cance était André Duroméa.

### Élections de 1962
|                  | René Cance sortant réélu | PCF            | 20 557 | 53,49  |  |  |  |
|                  | Paul Denis               | UNR-UDT        | 10 720 | 27,90  |  |  |  |
|                  | Bernard Dairaine         | Modérés        | 3 706  | 9,64   |  |  |  |
|                  | Lucien Osmont            | SFIO           | 3 449  | 8,97   |  |  |  |
|                  |                          |                |        |        |  |  |  |
| Inscrits         | Inscrits                 | Inscrits       | 58 013 | 100,00 |  |  |  |
| Abstentions      | Abstentions              | Abstentions    | 18 610 | 32,08  |  |  |  |
| Votants          | Votants                  | Votants        | 39 403 | 67,92  |  |  |  |
| Blancs et nuls   | Blancs et nuls           | Blancs et nuls | 971    | 2,46   |  |  |  |
| Exprimés         | Exprimés                 | Exprimés       | 38 432 | 97,54  |  |  |  |
| Source : CEVIPOF |                          |                |        |        |  |  |  |

Le suppléant de René Cance était André Duroméa, métallurgiste, conseiller général du Havre.

### Élections de 1967
|                  | André Duroméa élu | PCF            | 26 259 | 54,90  |  |  |  |
|                  | Raymond Réjaud    | UD-Ve          | 13 409 | 28,03  |  |  |  |
|                  | Lucien Lhonorey   | FGDS (SFIO)    | 5 154  | 10,77  |  |  |  |
|                  | René Bellanger    | CD (PDM)       | 3 004  | 6,28   |  |  |  |
|                  |                   |                |        |        |  |  |  |
| Inscrits         | Inscrits          | Inscrits       | 57 056 | 100,00 |  |  |  |
| Abstentions      | Abstentions       | Abstentions    | 7 999  | 14,02  |  |  |  |
| Votants          | Votants           | Votants        | 49 057 | 85,98  |  |  |  |
| Blancs et nuls   | Blancs et nuls    | Blancs et nuls | 1 231  | 2,51   |  |  |  |
| Exprimés         | Exprimés          | Exprimés       | 47 826 | 97,49  |  |  |  |
| Source : CEVIPOF |                   |                |        |        |  |  |  |

Le suppléant d'André Duroméa était Louis Lecat, charpentier, adjoint au maire du Havre.

### Élections de 1968
| Candidat         | Candidat                    | Parti          | Premier tour | Premier tour | Second tour | Second tour |  |
| Candidat         | Candidat                    | Parti          | Voix         | %            | Voix        | %           |  |
| ---------------- | --------------------------- | -------------- | ------------ | ------------ | ----------- | ----------- |  |
|                  | André Duroméa sortant réélu | PCF            | 23 367       | 49,01        | 26 094      | 60,24       |  |
|                  | Raymond Réjaud              | UDR (URP)      | 14 359       | 30,12        | 17 226      | 39,76       |  |
|                  | René Bellenger              | CD (PDM)       | 4 266        | 8,95         |             |             |  |
|                  | Lucien Lhonorey             | FGDS (SFIO)    | 3 492        | 7,32         |             |             |  |
|                  | Michel Le Borgne            | PSU            | 2 194        | 4,60         |             |             |  |
|                  |                             |                |              |              |             |             |  |
| Inscrits         | Inscrits                    | Inscrits       | 59 253       | 100,00       | 59 251      | 100,00      |  |
| Abstentions      | Abstentions                 | Abstentions    | 10 850       | 18,31        | 14 735      | 24,87       |  |
| Votants          | Votants                     | Votants        | 48 403       | 81,69        | 44 516      | 75,13       |  |
| Blancs et nuls   | Blancs et nuls              | Blancs et nuls | 725          | 1,5          | 1 196       | 2,69        |  |
| Exprimés         | Exprimés                    | Exprimés       | 47 678       | 98,5         | 43 320      | 97,31       |  |
| Source : CEVIPOF |                             |                |              |              |             |             |  |

Le suppléant d'André Duroméa était Louis Lecat, charpentier, adjoint au maire du Havre.

### Élections de 1973
|                  | André Duroméa sortant réélu | PCF            | 28 528 | 53,54  |  |  |  |
|                  | René Rabaste                | RI (URP)       | 10 992 | 20,63  |  |  |  |
|                  | Jacqueline Rubé             | PS (UGSD)      | 5 424  | 10,18  |  |  |  |
|                  | Bernard Bourlé              | MR             | 4 128  | 7,75   |  |  |  |
|                  | Jean Defrène                | PSU            | 2 128  | 3,99   |  |  |  |
|                  | François Le Perf            | Divers droite  | 862    | 1,62   |  |  |  |
|                  | Jean Cadiou                 | FN             | 660    | 1,24   |  |  |  |
|                  | Wilfrid Pasquet             | LCR            | 557    | 1,05   |  |  |  |
|                  |                             |                |        |        |  |  |  |
| Inscrits         | Inscrits                    | Inscrits       | 65 748 | 100,00 |  |  |  |
| Abstentions      | Abstentions                 | Abstentions    | 11 231 | 17,08  |  |  |  |
| Votants          | Votants                     | Votants        | 54 517 | 82,92  |  |  |  |
| Blancs et nuls   | Blancs et nuls              | Blancs et nuls | 1 238  | 2,27   |  |  |  |
| Exprimés         | Exprimés                    | Exprimés       | 53 279 | 97,73  |  |  |  |
| Source : CEVIPOF |                             |                |        |        |  |  |  |

Le suppléant d'André Duroméa était Maurice Schlewitz, instituteur, conseiller général du Havre.

### Élections de 1978
|                  | André Duroméa sortant réélu | PCF            | 33 321 | 55,55  |  |  |  |
|                  | Jean-Yves Besselat          | RPR            | 10 063 | 16,77  |  |  |  |
|                  | Émile Delègue               | PS             | 8 277  | 13,8   |  |  |  |
|                  | Hervé Garcin                | UDF (PR)       | 5 123  | 8,54   |  |  |  |
|                  | Marie-José Pigeon           | PSU (FA)       | 1 335  | 2,23   |  |  |  |
|                  | Véronique Sanson            | LO             | 857    | 1,43   |  |  |  |
|                  | Georges Schmelz             | FN             | 656    | 1,09   |  |  |  |
|                  | Alain Ponvert               | LCR            | 357    | 0,6    |  |  |  |
|                  |                             |                |        |        |  |  |  |
| Inscrits         | Inscrits                    | Inscrits       | 71 693 | 100,00 |  |  |  |
| Abstentions      | Abstentions                 | Abstentions    | 10 575 | 14,75  |  |  |  |
| Votants          | Votants                     | Votants        | 61 118 | 85,25  |  |  |  |
| Blancs et nuls   | Blancs et nuls              | Blancs et nuls | 1 129  | 1,85   |  |  |  |
| Exprimés         | Exprimés                    | Exprimés       | 59 989 | 98,15  |  |  |  |
| Source : CEVIPOF |                             |                |        |        |  |  |  |

La suppléante d'André Duroméa était Maryvonne Rioual, adjointe au maire du Havre, conseillère générale.

### Élections de 1981
|                                                     | André Duroméa sortant réélu | PCF            | 27 158 | 54,97  |  |  |  |
|                                                     | Jacqueline Rubé             | PS             | 10 604 | 21,46  |  |  |  |
|                                                     | Jean-Yves Besselat          | RPR (UNM)      | 10 296 | 20,84  |  |  |  |
|                                                     | Jean-Philippe Sourd         | PSU            | 707    | 1,43   |  |  |  |
|                                                     | Charles Soubeyran           | LO             | 644    | 1,30   |  |  |  |
|                                                     |                             |                |        |        |  |  |  |
| Inscrits                                            | Inscrits                    | Inscrits       | 71 651 | 100,00 |  |  |  |
| Abstentions                                         | Abstentions                 | Abstentions    | 21 584 | 30,12  |  |  |  |
| Votants                                             | Votants                     | Votants        | 50 067 | 69,88  |  |  |  |
| Blancs et nuls                                      | Blancs et nuls              | Blancs et nuls | 658    | 1,31   |  |  |  |
| Exprimés                                            | Exprimés                    | Exprimés       | 49 409 | 98,69  |  |  |  |
| Source : CEVIPOF et Le Monde du 16 juin 1981, p. 26 |                             |                |        |        |  |  |  |

La suppléante d'André Duroméa était Maryvonne Rioual, adjointe au maire du Havre, conseillère générale.

### Élections de 1988
| Candidat       | Candidat                        | Parti                 | Premier tour | Premier tour | Second tour | Second tour |  |
| Candidat       | Candidat                        | Parti                 | Voix         | %            | Voix        | %           |  |
| -------------- | ------------------------------- | --------------------- | ------------ | ------------ | ----------- | ----------- |  |
|                | Antoine Rufenacht sortant réélu | RPR (URC)             | 16 737       | 44,38        | 20 920      | 52,52       |  |
|                | Patrick Fouilland               | PS                    | 11 466       | 30,41        | 18 909      | 47,48       |  |
|                | Gérard Heuze                    | PCF                   | 5 589        | 14,82        |             |             |  |
|                | Janine Dezaille                 | FN                    | 3 402        | 9,02         |             |             |  |
|                | Jean Lallemand                  | Extrême gauche (PNPG) | 515          | 1,37         |             |             |  |
|                |                                 |                       |              |              |             |             |  |
| Inscrits       | Inscrits                        | Inscrits              | 61 353       | 100,00       | 61 352      | 100,00      |  |
| Abstentions    | Abstentions                     | Abstentions           | 23 098       | 37,65        | 20 766      | 33,85       |  |
| Votants        | Votants                         | Votants               | 38 255       | 62,35        | 40 586      | 66,15       |  |
| Blancs et nuls | Blancs et nuls                  | Blancs et nuls        | 546          | 1,43         | 757         | 1,87        |  |
| Exprimés       | Exprimés                        | Exprimés              | 37 709       | 98,57        | 39 829      | 98,13       |  |

Le suppléant d'Antoine Rufenacht était Jean-Yves Besselat, conseiller général du Havre.

### Élections de 1993
| Candidat       | Candidat                        | Parti          | Premier tour | Premier tour | Second tour | Second tour |  |
| Candidat       | Candidat                        | Parti          | Voix         | %            | Voix        | %           |  |
| -------------- | ------------------------------- | -------------- | ------------ | ------------ | ----------- | ----------- |  |
|                | Antoine Rufenacht sortant réélu | RPR (UPF)      | 17 424       | 45,45        | 21 699      | 75,11       |  |
|                | Daniel Blot                     | FN             | 5 462        | 14,25        | 7 190       | 24,89       |  |
|                | Éric Donfu                      | PS (ADFP)      | 5 172        | 13,49        |             |             |  |
|                | Gérard Heuze                    | PCF            | 4 846        | 12,64        |             |             |  |
|                | Pierre Dieulafait               | Les Verts (EÉ) | 3 413        | 8,9          |             |             |  |
|                | Bernard Lerêtre                 | LT-LNÉ         | 1 359        | 3,55         |             |             |  |
|                | Jean-Paul Nail                  | LCR            | 657          | 1,71         |             |             |  |
|                |                                 |                |              |              |             |             |  |
| Inscrits       | Inscrits                        | Inscrits       | 60 684       | 100,00       | 60 684      | 100,00      |  |
| Abstentions    | Abstentions                     | Abstentions    | 20 618       | 33,98        | 24 555      | 40,46       |  |
| Votants        | Votants                         | Votants        | 40 066       | 66,02        | 36 129      | 59,54       |  |
| Blancs et nuls | Blancs et nuls                  | Blancs et nuls | 1 733        | 4,33         | 7 240       | 20,04       |  |
| Exprimés       | Exprimés                        | Exprimés       | 38 333       | 95,67        | 28 889      | 79,96       |  |

Le suppléant d'Antoine Rufenacht était Jean-Yves Besselat. Antoine Rufenacht démissionne de l'Assemblée nationale le 7 juillet 1995, à la suite de son élection comme maire du Havre.

### Élection partielle du 10 et 18 septembre 1995
| Candidat          | Candidat               | Parti          | Premier tour | Premier tour | Second tour | Second tour |  |
| Candidat          | Candidat               | Parti          | Voix         | %            | Voix        | %           |  |
| ----------------- | ---------------------- | -------------- | ------------ | ------------ | ----------- | ----------- |  |
|                   | Jean-Yves Besselat élu | RPR            | 8 769        | 45,09        | 11 882      | 60,69       |  |
|                   | Éric Donfu             | PS             | 3 721        | 19,13        | 7 697       | 39,31       |  |
|                   | Daniel Blot            | FN             | 3 254        | 16,73        |             |             |  |
|                   | Daniel Paul            | PCF            | 2 610        | 13,42        |             |             |  |
|                   | Franck Nicolon         | Les Verts      | 760          | 3,90         |             |             |  |
|                   | Véronique Bréant       | LO             | 328          | 1,68         |             |             |  |
|                   | Marie-Louise Beaudoin  | Divers gauche  | 0            | 0,00         |             |             |  |
|                   |                        |                |              |              |             |             |  |
| Inscrits          | Inscrits               | Inscrits       |              | 100,00       | 61 099      | 100,00      |  |
| Abstentions       | Abstentions            | Abstentions    |              |              | 39 999      | 65,47       |  |
| Votants           | Votants                | Votants        |              |              | 21 100      | 34,53       |  |
| Blancs et nuls    | Blancs et nuls         | Blancs et nuls |              |              | 1 521       | 7,21        |  |
| Exprimés          | Exprimés               | Exprimés       | 19 442       |              | 19 579      | 92,79       |  |
| Source : Le Monde |                        |                |              |              |             |             |  |

### Élections de 1997
| Candidat       | Candidat                         | Parti          | Premier tour | Premier tour | Second tour | Second tour |  |
| Candidat       | Candidat                         | Parti          | Voix         | %            | Voix        | %           |  |
| -------------- | -------------------------------- | -------------- | ------------ | ------------ | ----------- | ----------- |  |
|                | Jean-Yves Besselat sortant réélu | RPR            | 12 455       | 34,07        | 20 152      | 52,37       |  |
|                | Viviane Simon                    | PS             | 8 139        | 22,26        | 18 331      | 47,63       |  |
|                | Daniel Blot                      | FN             | 6 087        | 16,65        |             |             |  |
|                | Nathalie Nail                    | PCF            | 4 300        | 11,76        |             |             |  |
|                | Franck Nicolon                   | Les Verts      | 1 624        | 4,44         |             |             |  |
|                | Magali Le Meur                   | GÉ             | 1 395        | 3,82         |             |             |  |
|                | François Quinart                 | LDI (MPF)      | 1 290        | 3,53         |             |             |  |
|                | Jean-François Quéron             | LCR            | 707          | 1,93         |             |             |  |
|                | Stéphane Lejamble                | MDC            | 561          | 1,53         |             |             |  |
|                |                                  |                |              |              |             |             |  |
| Inscrits       | Inscrits                         | Inscrits       | 59 933       | 100,00       | 59 894      | 100,00      |  |
| Abstentions    | Abstentions                      | Abstentions    | 22 052       | 36,79        | 19 352      | 32,31       |  |
| Votants        | Votants                          | Votants        | 37 881       | 63,21        | 40 542      | 67,69       |  |
| Blancs et nuls | Blancs et nuls                   | Blancs et nuls | 1 323        | 3,49         | 2 059       | 5,08        |  |
| Exprimés       | Exprimés                         | Exprimés       | 36 558       | 96,51        | 38 483      | 94,92       |  |

La suppléante de Jean-Yves Besselat était Agnès Le Bodo, pharmacienne au Havre.

### Élections de 2002
| Candidat       | Candidat                         | Parti            | Premier tour | Premier tour | Second tour | Second tour |  |
| Candidat       | Candidat                         | Parti            | Voix         | %            | Voix        | %           |  |
| -------------- | -------------------------------- | ---------------- | ------------ | ------------ | ----------- | ----------- |  |
|                | Jean-Yves Besselat sortant réélu | UMP              | 16 371       | 46,38        | 19 428      | 59,44       |  |
|                | Viviane Simon                    | PS (PCF)         | 9 271        | 26,27        | 13 258      | 40,56       |  |
|                | André Foucher                    | FN               | 3 991        | 11,31        |             |             |  |
|                | Annie Leroy                      | Les Verts        | 1 561        | 4,42         |             |             |  |
|                | François Leroux                  | LCR              | 962          | 2,73         |             |             |  |
|                | Françoise Arnold                 | Pôle républicain | 691          | 1,96         |             |             |  |
|                | Patrice Gallien                  | MPF              | 606          | 1,72         |             |             |  |
|                | Éric Moisan                      | LO               | 540          | 1,53         |             |             |  |
|                | Josiane Clément                  | MNR              | 529          | 1,5          |             |             |  |
|                | Joël Fabrigoule                  | Divers           | 383          | 1,09         |             |             |  |
|                | Sylvie Aliome                    | CPNT             | 272          | 0,77         |             |             |  |
|                | Jacqueline Cocho                 | MHAN             | 118          | 0,33         |             |             |  |
|                |                                  |                  |              |              |             |             |  |
| Inscrits       | Inscrits                         | Inscrits         | 58 270       | 100,00       | 58 268      | 100,00      |  |
| Abstentions    | Abstentions                      | Abstentions      | 22 407       | 38,45        | 24 551      | 42,13       |  |
| Votants        | Votants                          | Votants          | 35 863       | 61,55        | 33 717      | 57,87       |  |
| Blancs et nuls | Blancs et nuls                   | Blancs et nuls   | 568          | 1,58         | 1 031       | 3,06        |  |
| Exprimés       | Exprimés                         | Exprimés         | 35 295       | 98,42        | 32 686      | 96,94       |  |

La suppléante de Jean-Yves Besselat était Agnès Firmin-Le Bodo.

### Élections de 2007
| Candidat       | Candidat                         | Parti          | Premier tour | Premier tour | Second tour | Second tour |  |
| Candidat       | Candidat                         | Parti          | Voix         | %            | Voix        | %           |  |
| -------------- | -------------------------------- | -------------- | ------------ | ------------ | ----------- | ----------- |  |
|                | Jean-Yves Besselat sortant réélu | UMP            | 16 033       | 48,04        | 18 154      | 56,39       |  |
|                | Laurent Logiou                   | PS             | 7 485        | 22,43        | 14 039      | 43,61       |  |
|                | Marc Migraine                    | UDF–MoDem      | 3 296        | 9,88         |             |             |  |
|                | Myriam Argentin                  | PCF            | 1 557        | 4,67         |             |             |  |
|                | Annie Leroy                      | Les Verts      | 1 283        | 3,84         |             |             |  |
|                | Françoise Vallin                 | FN             | 1 243        | 3,72         |             |             |  |
|                | François Leroux                  | LCR            | 1 052        | 3,15         |             |             |  |
|                | Philippe Fouché-Saillenfest      | MNR            | 465          | 1,39         |             |             |  |
|                | Sylvie Longuet                   | LO             | 269          | 0,81         |             |             |  |
|                | Christine Moreau                 | MRC            | 223          | 0,67         |             |             |  |
|                | Stéphane Madelaine               | Divers         | 170          | 0,51         |             |             |  |
|                | Guy Martinez                     | Divers         | 144          | 0,43         |             |             |  |
|                | Justin Durel                     | Divers         | 109          | 0,33         |             |             |  |
|                | Sylvain Poirier                  | AL             | 47           | 0,14         |             |             |  |
|                |                                  |                |              |              |             |             |  |
| Inscrits       | Inscrits                         | Inscrits       | 59 175       | 100,00       | 59 165      | 100,00      |  |
| Abstentions    | Abstentions                      | Abstentions    | 25 068       | 42,36        | 25 894      | 43,77       |  |
| Votants        | Votants                          | Votants        | 34 107       | 57,64        | 33 271      | 56,23       |  |
| Blancs et nuls | Blancs et nuls                   | Blancs et nuls | 731          | 2,14         | 1 078       | 3,24        |  |
| Exprimés       | Exprimés                         | Exprimés       | 33 376       | 97,86        | 32 193      | 96,76       |  |

### Élections de 2012
| Candidat       | Candidat                       | Parti                 | Premier tour | Premier tour | Second tour | Second tour |
| Candidat       | Candidat                       | Parti                 | Voix         | %            | Voix        | %           |
| -------------- | ------------------------------ | --------------------- | ------------ | ------------ | ----------- | ----------- |
|                | Édouard Philippe sortant réélu | UMP                   | 18 963       | 39,12        | 24 452      | 50,81       |
|                | Laurent Logiou                 | PS                    | 16 640       | 34,33        | 23 677      | 49,19       |
|                | Angélique Idczak               | FN                    | 5 719        | 11,80        |             |             |
|                | Nathalie Nail                  | FG (PCF)              | 4 446        | 9,17         |             |             |
|                | Marie-Hélène Boileau           | EÉLV                  | 1 152        | 2,38         |             |             |
|                | Thierry Delpeches              | Divers gauche         | 850          | 1,75         |             |             |
|                | Marie-Hélène Duverger          | NPA                   | 193          | 0,40         |             |             |
|                | Juliette Plouin                | LO                    | 162          | 0,33         |             |             |
|                | Nathalie Perret                | Extrême gauche (PPLD) | 142          | 0,29         |             |             |
|                | François Cheverry              | S&P                   | 135          | 0,28         |             |             |
|                | Ousmane Sow                    | Sans étiquette        | 66           | 0,14         |             |             |
|                |                                |                       |              |              |             |             |
| Inscrits       | Inscrits                       | Inscrits              | 89 254       | 100,00       | 88 954      | 100,00      |
| Abstentions    | Abstentions                    | Abstentions           | 40 067       | 44,89        | 39 520      | 44,43       |
| Votants        | Votants                        | Votants               | 49 187       | 55,11        | 49 434      | 55,57       |
| Blancs et nuls | Blancs et nuls                 | Blancs et nuls        | 719          | 1,46         | 1 305       | 2,64        |
| Exprimés       | Exprimés                       | Exprimés              | 48 468       | 98,54        | 48 129      | 97,36       |

Jean-Louis Rousselin, suppléant d'Édouard Philippe, le remplace du 16 au 20 juin 2017, quand Edouard Philippe est nommé membre du gouvernement.

### Élections de 2017
|                                                                                   |                                                                              |                           |                           |                          |                          |
|                                                                                   |                                                                              | Premier tour 11 juin 2017 | Premier tour 11 juin 2017 | Second tour 18 juin 2017 | Second tour 18 juin 2017 |
|                                                                                   |                                                                              |                           |                           |                          |                          |
|                                                                                   |                                                                              | Nombre                    | % des inscrits            | Nombre                   | % des inscrits           |
| Inscrits                                                                          | Inscrits                                                                     | 87 631                    | 100,00                    | 87 631                   | 100,00                   |
| Abstentions                                                                       | Abstentions                                                                  | 46 279                    | 52,81                     | 55 149                   | 62,93                    |
| Votants                                                                           | Votants                                                                      | 41 352                    | 47,19                     | 32 482                   | 37,07                    |
|                                                                                   |                                                                              |                           | % des votants             |                          | % des votants            |
| Bulletins blancs                                                                  | Bulletins blancs                                                             | 1 204                     | 2,91                      | 4 207                    | 12,95                    |
| Bulletins nuls                                                                    | Bulletins nuls                                                               | 100                       | 0,24                      | 391                      | 1,20                     |
| Suffrages exprimés                                                                | Suffrages exprimés                                                           | 40 048                    | 96,85                     | 27 884                   | 85,84                    |
|                                                                                   |                                                                              |                           |                           |                          |                          |
| Candidat Étiquette politique (partis et alliances)                                | Candidat Étiquette politique (partis et alliances)                           | Voix                      | % des exprimés            | Voix                     | % des exprimés           |
|                                                                                   |                                                                              |                           |                           |                          |                          |
|                                                                                   | Agnès Firmin-Le Bodo Les Républicains (Union des démocrates et indépendants) | 13 270                    | 33,14                     | 17 267                   | 61,92                    |
|                                                                                   | Antoine Siffert Parti radical de gauche                                      | 6 971                     | 17,41                     | 10 617                   | 38,08                    |
|                                                                                   | Gérald Maniable La France insoumise                                          | 5 537                     | 13,83                     |                          |                          |
|                                                                                   | Stéphanie Ferrand Front national                                             | 4 749                     | 11,86                     |                          |                          |
|                                                                                   | Matthieu Brasse Parti socialiste                                             | 2 861                     | 7,14                      |                          |                          |
|                                                                                   | Alexis Deck Europe Écologie Les Verts                                        | 1 600                     | 4,00                      |                          |                          |
|                                                                                   | Baptiste Bauza Parti communiste français                                     | 1 548                     | 3,87                      |                          |                          |
|                                                                                   | Hervé Drieu Divers droite                                                    | 802                       | 2,00                      |                          |                          |
|                                                                                   | Corinne Levillain Debout la France                                           | 584                       | 1,46                      |                          |                          |
|                                                                                   | Pascaline Wittkowski Divers (Parti animaliste)                               | 449                       | 1,12                      |                          |                          |
|                                                                                   | Camille Denis Lutte ouvrière                                                 | 339                       | 0,85                      |                          |                          |
|                                                                                   | Christophe Duval Divers                                                      | 298                       | 0,74                      |                          |                          |
|                                                                                   | Catherine Beyl Divers gauche (Nouvelle Donne)                                | 201                       | 0,50                      |                          |                          |
|                                                                                   | Nelly Courtois Extrême droite (Parti de la France)                           | 198                       | 0,49                      |                          |                          |
|                                                                                   | Baptiste Clugéry Divers (Parti pirate)                                       | 180                       | 0,45                      |                          |                          |
|                                                                                   | Allain Guillemet Extrême gauche (Parti ouvrier indépendant démocratique)     | 164                       | 0,41                      |                          |                          |
|                                                                                   | Jamela Akrour Divers (Union populaire républicaine)                          | 158                       | 0,39                      |                          |                          |
|                                                                                   | Abed Tlemcani Divers                                                         | 139                       | 0,35                      |                          |                          |
| Source : Ministère de l'Intérieur - Septième circonscription de la Seine-Maritime |                                                                              |                           |                           |                          |                          |

### Élections de 2022
| Résultats des élections législatives des 12 et 19 juin 2022 de la 7e circonscription de Seine-Maritime |                          |                          |                          |              |              |             |             |
| Candidat                                                                                               | Candidat                 | Parti et coalition       | Nuance                   | Premier tour | Premier tour | Second tour | Second tour |
| Candidat                                                                                               | Candidat                 | Parti et coalition       | Nuance                   | Voix         | %            | Voix        | %           |
| | Agnès Firmin-Le Bodo     | HOR (ENS)                | ENS                      | 15 505       | 39,13        | 21 578      | 57,87       |
| | Nancy Duboc              | LFI (NUPES)              | NUP                      | 10 304       | 26,00        | 15 709      | 42,13       |
| | Lucie Delestre           | RN                       | RN                       | 6 064        | 15,30        |             |             |
| | Jacques Forestier        | LR (UDC)                 | LR                       | 1 648        | 4,16         |             |             |
| | Alexis Deck              | LÉF                      | ECO                      | 1 450        | 3,66         |             |             |
| | Frédéric Groussard       | REC                      | REC                      | 1 351        | 3,41         |             |             |
| | Caroline Lelièvre        | SE                       | DSV                      | 786          | 1,98         |             |             |
| | Béatrice Canel-Depitre   | PA                       | ECO                      | 724          | 1,83         |             |             |
| | Lauriane Coufourier      | LRDG (FGR)               | DVG                      | 721          | 1,82         |             |             |
| | Brigitte Larue           | LP (UPF)                 | DSV                      | 481          | 1,21         |             |             |
| | Camille Denis            | LO                       | DXG                      | 375          | 0,95         |             |             |
| | Marc Mouhanna            | POID                     | DXG                      | 167          | 0,42         |             |             |
| | Virginie Prunier         | PP                       | DIV                      | 51           | 0,13         |             |             |
| Votes valides                                                                                          | Votes valides            | Votes valides            | Votes valides            | 39 627       | 97,02        | 37 287      | 93,53       |
| Votes blancs                                                                                           | Votes blancs             | Votes blancs             | Votes blancs             | 1 137        | 2,78         | 2 284       | 5,73        |
| Votes nuls                                                                                             | Votes nuls               | Votes nuls               | Votes nuls               | 80           | 0,20         | 294         | 0,74        |
| Total                                                                                                  | Total                    | Total                    | Total                    | 40 844       | 100          | 39 865      | 100         |
| Abstention                                                                                             | Abstention               | Abstention               | Abstention               | 45 943       | 52,94        | 46 951      | 54,08       |
| Inscrits / participation                                                                               | Inscrits / participation | Inscrits / participation | Inscrits / participation | 86 787       | 47,06        | 86 816      | 45,92       |

### Élections de 2024
| Candidat                 | Candidat                    | Parti et coalition       | Nuance                   | Premier tour | Premier tour | Second tour | Second tour |
| Candidat                 | Candidat                    | Parti et coalition       | Nuance                   | Voix         | %            | Voix        | %           |
| ------------------------ | --------------------------- | ------------------------ | ------------------------ | ------------ | ------------ | ----------- | ----------- |
|                          | Agnès Firmin-Le Bodo réélue | HOR (ENS)                | HOR                      | 19 734       | 34,83        | 36 050      | 66,18       |
|                          | Anaïs Thomas                | RN                       | RN                       | 16 221       | 28,63        | 18 423      | 33,82       |
|                          | Florence Martin-Péréon      | PS (NFP)                 | UG                       | 16 211       | 28,62        | Retrait     | Retrait     |
|                          | Jacques Forestier           | LR - NÉ (UDC)            | LR                       | 1 489        | 2,63         |             |             |
|                          | Catherine Omont             | LRDG                     | DVG                      | 1 292        | 2,28         |             |             |
|                          | Jean-Paul Macé              | LO                       | EXG                      | 610          | 1,08         |             |             |
|                          | Isabelle Ducœurjoly         | REC                      | REC                      | 553          | 0,98         |             |             |
|                          | Véronique de la Brosse      | DLF                      | DSV                      | 541          | 0,95         |             |             |
|                          |                             |                          |                          |              |              |             |             |
| Votes valides            | Votes valides               | Votes valides            | Votes valides            | 56 651       | 97,36        | 54 473      | 94,35       |
| Votes blancs             | Votes blancs                | Votes blancs             | Votes blancs             | 1 419        | 2,44         | 3 009       | 5,21        |
| Votes nuls               | Votes nuls                  | Votes nuls               | Votes nuls               | 119          | 0,20         | 253         | 0,44        |
| Total                    | Total                       | Total                    | Total                    | 58 189       | 100          | 57 735      | 100         |
| Abstention               | Abstention                  | Abstention               | Abstention               | 27 344       | 31,97        | 27 809      | 32,51       |
| Inscrits / participation | Inscrits / participation    | Inscrits / participation | Inscrits / participation | 85 533       | 68,03        | 85 544      | 67,49       |

#### Département de la Seine-Maritime
- La fiche de l'INSEE de cette circonscription : « Tableaux et Analyses de la septième circonscription de la Seine-Maritime », sur insee.fr, site de l'Institut national de la statistique et des études économiques (consulté le 10 juin 2007) [PDF]

- « Tous les députés du département de la Seine-Maritime depuis 1789 » [archive du 30 septembre 2007], sur assemblee-nationale.fr, site de l'Assemblée nationale française (consulté le 10 juin 2007)

- « Informations contentieuses sur le département de la Seine-Maritime (Élections législatives de 2002) »(Archive.org • Wikiwix • Archive.is • Google • Que faire ?), sur conseil-constitutionnel.fr, site du Conseil constitutionnel (consulté le 13 juin 2007)

#### Circonscriptions en France
- « Carte des circonscriptions législatives en France », sur assemblee-nationale.fr, site de l'Assemblée nationale française (consulté le 10 juin 2007)

- « Résultats électoraux officiels en France »(Archive.org • Wikiwix • Archive.is • Google • Que faire ?), sur interieur.gouv.fr, site du ministère de l'Intérieur (France) (consulté le 13 juin 2007)

- Description et Atlas des circonscriptions électorales de France sur http://www.atlaspol.com, Atlaspol, site de cartographie géopolitique, consulté le 13 juin 2007.